# Kete Krachi
Kete Krachi (früher auch Kete-Kratschi) ist eine Stadt im Westen der Oti Region in Ghana mit etwa 9400 Einwohnern (2007).

## Beschreibung
Der Ort liegt auf einer Landzunge am nördlichen Ufer des Volta-Sees mit einem Hafen für Binnenschiffe. Eine Fähre verbindet Kete Krachi mit Kwadjokrom, die Straßenverbindung nach Bimbila und Dumbai sind schlecht ausgebaut. Ursprünglich lag Kete Krachi viel weiter südlich, der Ort musste jedoch im Zuge des Staudammprojektes, also im Rahmen des Baus des Akosombo-Staudamms und des Aufstauens des Volta-Sees, in eine höhere Lage verlegt werden.
Die Bevölkerung in Kete Krachi lebt, aufgrund der Isolierung Richtung Süden, vom Handel mit den nördlich angrenzenden Dörfern, die Kete Krachi als kleinen Handelsposten für die Warenlieferungen über den Volta-See nutzen. Zudem leben die Menschen vom Fischfang und sind Subsistenzbauern.

## Geschichte
Kete Krachi gehörte bis 1914 zur deutschen Kolonie Togo, wurde dann im Ersten Weltkrieg von den Briten besetzt, die es ab 1919 als Teil ihres Völkerbundmandates Britisch-Togoland verwalteten. 1958 entschied sich dieses Gebiet in einer Volksabstimmung für den Anschluss an das unabhängige Ghana.
Das alte Kete Krachi war Standort einer der ältesten islamischen Universitäten in West-Afrika. Deren Gründer, Alhaji Oumarou Titibrika, war ein zu seiner Zeit berühmter und gefragter Marabout und muslimischer Gelehrter. Seine Arbeiten sind heute in Ho zu sehen. Der Ort hatte im Rahmen des Sklavenhandels eine bedeutende Handelsposition inne. Die versklavten Menschen aus dem tieferen Landesinneren wurden in Kete Krachi zentral zusammengeführt, um später in den Süden zu den europäischen Sklavenhändlern weiter transportiert zu werden, was ausschließlich über den Volta geschah.
Im 19. Jahrhundert war Kete Krachi Zentrum eines der bedeutendsten überregionalen Schutzkulte und Orakel Ghanas, des Dente-Kultes. Dente war der höchste Gott der Krachi und beanspruchte vor jeder Art von Unheil zu schützen. Sein Schrein befand sich in einer Höhle und das Orakel wurde direkt über einen Priester befragt. Die Gottheit antwortete über eine Stimme, die aus dieser Höhle erschallte. Gegen Ende der deutschen Kolonialherrschaft, 1912, ließ der deutsche Bezirksleiter von Kete Krachi, Werner von Rentzell, den Schrein sprengen und den obosomfo, den Priester, aufhängen. Er befürchtete, dass Dente einer „jener unruhestiften Hexenabwehrkulte“ sei, die zu dieser Zeit in der benachbarten britischen Kolonie Goldküste und Togo die Kolonialherren beunruhigte.